# Bize-Minervois
Bize-Minervois en idioma francés, Bisa en idioma occitano, es una localidad  y comuna francesa, situada en el departamento del Aude en la región de Languedoc-Rosellón, en el Minervois.

## Demografía
| 1 025 | 903 | 1 037 | 1 106 | 1 166 | 1 135 | 978 | 1 170 | 1 148 | 1 210 | 1 280 | 1 226 | 1 419 | 1 634 | 1 492 | 1 483 | 1 496 | 1 551 | 1 491 | 1 459 | 1 455 | 1 318 | 1 324 | 1 253 | 1 231 | 1 032 | 1 004 | 1 001 | 921 | 783 | 807 | 872 |
| Para los censos de 1962 a 1999 la población legal corresponde a la población sin duplicidades (Fuente: INSEE [Consultar]) |     |       |       |       |       |     |       |       |       |       |       |       |       |       |       |       |       |       |       |       |       |       |       |       |       |       |       |     |     |     |     |

(Población sans doubles comptes según la metodología del INSEE).